# Capella de Ca n'Amat
La Capella de Ca n'Amat és una obra de Sant Andreu de Llavaneres (Maresme) protegida com a Bé Cultural d'Interès Local.

## Descripció
Situada al davant de la façana principal de la masia de ca n'Amat, està dedicada a la mare de Déu de l'Assumpció i era la capella de la masia.
Aquest oratori pertany a ca n'Amat i fou construït el 1734. El 1790 es consagra l'altar. A la llinda de l'entrada hi ha gravades aquestes dues dates.